# 창원 봉림사지
창원 봉림사지(昌原 鳳林寺址)는 대한민국 경상남도 창원시 의창구 봉림동에 있는 통일신라시대에 있던 봉림사(鳳林寺) 사찰이다. 1993년 12월 27일 경상남도 기념물 제127호로 지정되었다.

## 현지 안내문
봉림사터는 봉림산 중턱에 있는 주머니 모양의 분지에 있다. 통일신라 진성여왕 7년(894)에 심희(854∼923)가 지었고, 통일신라시대 구산선문(九山禪門)의 하나로 번창하였으나, 이후의 내력에 대하여 상세히 전하는 바가 없으며 임진왜란 때 없어진 것으로 추측되고 있다.
절의 규모나 구조에 대해 자세히 알 수 없지만 이곳에는 건물터, 연못, 탑의 흔적이 남아있다. 또한 경복궁내에 있는 진경대사 보월능공탑(보물 제362호)과 탑비(보물 제363호)는 물론 상북초등학교내의 삼층석탑이 여기에서 반출된 것으로 알려있다.

## 봉림사의 역사
봉림사(鳳林寺)는 통일신라 진성여왕 7년(894)에 구산선문인 봉림산 선문을 개산한 진경심희 대사(853-923)가 창건한 절이다. 신라 효공왕때 원감국사 현욱대선사 법자인 진경심희선사에게 오불이심 등 오부위법신의 당부로 정법안장심인 선문을 받은뒤에 선종불교인 참선수행법을 전파함으로써 수많은 후학들을 육성하였고 500여 영남대도인을 배출하여 봉림산파의 선풍종지를 크게 떨치었다.
이후의 내력에 대하여 상세히 전하는 바가 없으며 임진왜란 때 없어진 것으로 추측되고 있다. 수미산의 상징(연못)과 건물터 탑지 금당지가 확인되었고 봉림사에 안치되었던 진경대사 보월능공탑과부도(보물 제362호)와 비(보물 제363호)를 일제 강점기시대에 일본인들이 서울 경복궁 경내로 이전하였다는 표석을 세워놓았고 봉림사지 삼층석탑(경상남도 유형문화재 제26호) 1기는 창원 상북초등학교 교정에 옮겨 관리하고 있다.
진경대사는 경명왕의 청으로 왕궁에 들어가 법응대사의 호를 받았다.
경명왕 7년(923년) 용덕 3년 4월 24일 아침 대중에게 말하기를 제법제공·만연구적·연기기세·완액행운(모든 법은 다공하고 온갖 인연은 다 고요한 것이니 말하자면 세상에 산다는 것은 완연히 떠가는 구름과 같다. 너희들은 부지런히 중생을 교화하고 삼가슬퍼하거나 서러워하지 말라)는 임종계를 남기고 오른쪽으로 누워 봉림사 선당에 열반하였다.
세수는 70세이고 법랍은 50하를 넘었다. 시호는 진경국사, 탑호는 보월능공탑이다. 진경대사의 문하에 응제선사, 경제선사 등이 있다.
부도비가 세워진 것은 진경대사 입적한 이듬해인 경애왕 원년(924년)이다.

## 문화재 조사
창원문화재연구소(현 국립가야문화재연구소)에서 경남 창원시 봉림동 소재 鳳林寺址에 대한 발굴조사를 1995년부터 1998년까지 4차례에 걸쳐 실시하였다.
창원 봉림사지는 중심지번인 봉림동 165번지 등 5필지 약6,978m2가 경상남도 기념물 제127호로 1993. 12. 27일 지정되었다.
창원 봉림사지가 널리 알려져 온 것은 보물로 지정된 진경대사(眞鏡大師) 부도와 부도비 때문이지만, 라말여초의 구산선문 중 하나로 자리잡았기 때문이기도 하다. 봉림사지에서 반출된 것으로 알려진 상북초등학교 내의 삼층석탑(경상남도 유형문화재 제26호)과 창원칸트리크럽내의 마애불이 있다.
그러나 구산선문(九山禪門) 중의 하나로 알려진 대가람이 그 흔적도 없이 경작지로 변하여 버리고, 단지 일제시대에 진경대사(眞鏡大師) 부도와 비를 옮겨갔다는 이건비와 수미산으로 여겨지는 조산만이 제 자리에 남아 옛날의 영화를 대변해 주고 있을 뿐이다.
그리하여 계단식 경작지로 변하여 버린 그 자리에 봉림사의 흔적이 있는지를 확인하고, 봉림사지로 확인된다면 사찰의 구조와 규모, 성격파악에 그 주안점을 두고 경남의 수부 도시인 창원에 그 향화(香火)를 다시 피울 수 있도록 정비 복원 자료를 확보하는데 목적을 두고 4차례에 걸쳐 조사를 실시하였다.

## 관련 문화재
- 창원 봉림사지 진경대사탑 - 보물 제362호 (국립중앙박물관 소장)
- 창원 봉림사지 진경대사탑비 - 보물 제363호 (국립중앙박물관 소장)
- 창원 봉림사지 삼층석탑 - 경상남도 시도유형문화재 제26호 (상북초등학교 소장)

## 같이 보기
- 봉림산문

## 참고 자료
- 창원 봉림사지 - 국가유산청 국가유산포털
- 창원봉림사지발굴조사보고[깨진 링크(과거 내용 찾기)], 국립창원문화재연구소, 2000년 12월 20일